# Андрианов, Максим Владимирович
Максим Владимирович Андрианов (род. 27 февраля 1988, Красноярск) — российский бобслеист (пилот). Мастер спорта международного класса (2017). Участник Зимних Олимпийских игр 2018 и 2022 года.

## Спортивная карьера

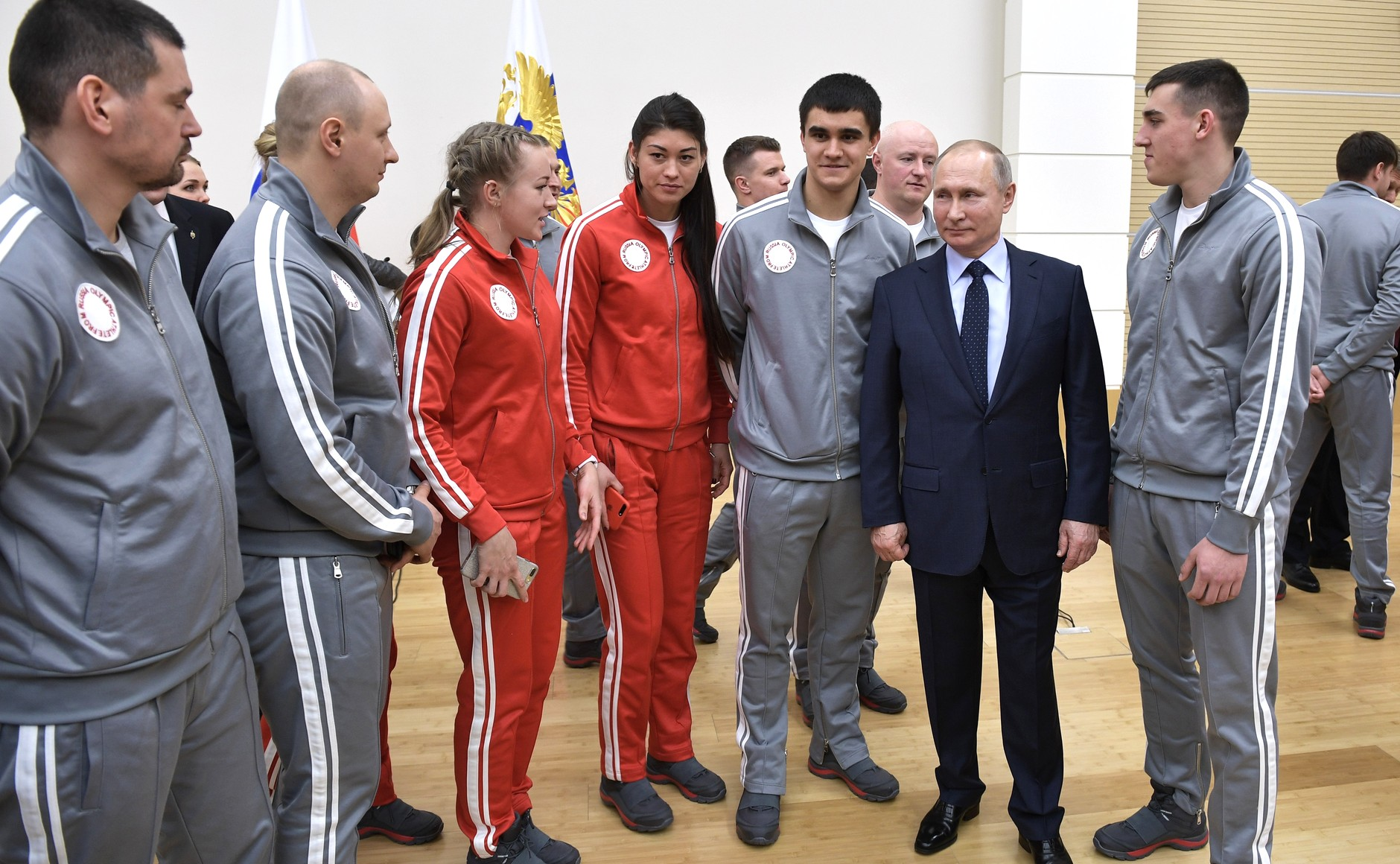
Максим Андрианов на встрече с Владимиром Путиным (2-й слева)

Максим Андрианов родился 27 февраля 1988 года в Красноярске. С детства увлекался спортом. Начал заниматься санным спортом в красноярской СДЮСШОР под руководством тренера Жанны Викторовны Жеман, позднее перешёл в бобслей. Получил среднее специальное образование в Политехническом институте Сибирского федерального университета. Сейчас тренерами Андрианова являются Сергей Владимирович Смирнов и Анатолий Васильевич Челышев.
С 2011 года в сборной команде России. Андрианов дважды становился чемпионом России в соревнованиях «четвёрок»: в 2014 и 2017 годах. В 2014 и 2015 годах он завоёвывал серебряную медаль на чемпионате России в соревнованиях «двоек». Тиржды становился третьим на чемпионатах России (2017 — «двойки»; 2015, 2016 — «четвёрки»).
В 2016 году этапе Кубка Европы в швейцарском Санкт-Морице выиграл серебро в соревнованиях «двоек» и бронзу в комбинации.
В феврале 2018 года представлял Россию на Зимних Олимпийских играх 2018 года в Пхёнчхане.
На Зимних Олимпийских играх 2022 года с разгоняющим Владиславом Жаровцевым стал  25-м в соревнованиях двоек.В соревнованиях четверок с разгоняющими Алексеем Зайцевым. Владиславом Жаровцевым. Дмитрием Лопиным занял восьмое место.